# Гахам
Гаха́м (от др.-евр. חכם‬, хахам — «мудрец») — духовный глава караимов. Значение слова «гахам» близко к хахаму у иудеев-раввинистов, но роль гахама менее авторитарна, скорее рекомендательна, поскольку караимское вероучение основано на том, что каждый верующий самостоятельно рационалистически определяет применение законов Священного писания.
Гахам избирается из числа членов караимской общины.

## Гахамы караимов
| Фото           | Имя                                           | Годы правления | Комментарии                                                                 |  |
| Крым           | Крым                                          | Крым           | Крым                                                                        |  |
| -------------- | --------------------------------------------- | -------------- | --------------------------------------------------------------------------- |  |
|                | Бабович, Сима Соломонович                     | 1839—1855      | Первый официальный гахам, его власть распространялась на всех караимов мира |  |
|                | Бейм, Соломон Абрамович                       | 1855—1857      | Исполняющий обязанности гахама                                              |  |
|                | Бабович, Бабакай Соломонович                  | 1857—1878      | 2-й Таврический и Одесский гахам                                            |  |
|                | Савускан, Юфуда Исаакович                     | 1878—1879      | Исполняющий обязанности гахама                                              |  |
|                | Пампулов, Самуил Моисеевич                    | 1879—1912      | 3-й Таврический и Одесский гахам                                            |  |
|                | Нейман, Самуил Моисеевич                      | 1912—1915      | Исполняющий обязанности гахама                                              |  |
|                | Шапшал, Серая Маркович                        | 1915—1920      | 4-й Таврический и Одесский гахам                                            |  |
|                | Ельяшевич, Борис Саадьевич                    | 1920—1925      | Исполняющий обязанности гахама                                              |  |
| Польша и Литва |                                               |                |                                                                             |  |
|                | Каплановский, Исаак-Богуслав Захарович        | 1868—1894      | 1-й официальный Трокский гахам                                              |  |
|                | Малецкий, Финеес Аронович                     | 1894—1902      | Исполняющий обязанности гахама                                              |  |
|                | Кобецкий, Ромуальд Ильич                      | 1902—1910      | 2-й Трокский гахам                                                          |  |
|                | Фиркович, Богуслав Нисанович                  | 1910—1915      | Исполняющий обязанности Трокского гахама                                    |  |
|                | Мицкевич, Захарий Михайлович                  | 1915—1922      | Исполняющий обязанности Трокского гахама                                    |  |
| Египет         |                                               |                |                                                                             |  |
|                | аль-Кудси II, Моше (недоступная ссылка)       | 1856—1872      | Иерусалим, 1810—1905                                                        |  |
|                | Коген, Шломо (недоступная ссылка)             | 1873—1875      | Стамбул, 1831—1893                                                          |  |
|                | Мангуби, Шаббетай Элиаху (недоступная ссылка) | 1876—1906      | Стамбул, 1836—1906                                                          |  |
|                | Кефели, Аарон Моисеевич                       | 1907           | Кременчуг, 1849—1913                                                        |  |
|                | Коген, Бераха Исхак (недоступная ссылка)      | 1908—1915      | Стамбул, 1845—1915                                                          |  |
|                | Коген, Авраам (недоступная ссылка)            | 1920—1933      | Стамбул, 1860—1933                                                          |  |
|                | Леви-Бабович, Товия Симович                   | 1934—1956      |                                                                             |  |